# چولیک (باشماکچی)
چولیک (به ترکی استانبولی: Çevlik) یک منطقهٔ مسکونی در ترکیه است که در باشماکچی واقع شده‌است. چولیک ۹۷ نفر جمعیت دارد.